# Erja
Koordinaten: 58° 54′ N, 23° 40′ O
Erja (deutsch Klein-Wenden) ist ein Dorf (estnisch küla) in der Stadtgemeinde Haapsalu (bis 2017: Landgemeinde Ridala) im Kreis Lääne in Estland.

## Einwohnerschaft und Lage
Der Ort hat sieben Einwohner (Stand 31. Dezember 2011). Er liegt acht Kilometer südöstlich der Kernstadt Haapsalu.
Westlich des Dorfkerns fließt der Bach Võnnu oja.